# SoNy Sugar
SoNy Sugar  is een Keniaanse voetbalclub uit Awendo. De club is eigendom van de South Nyanza Sugar Company. In 2006 werd de club voor het eerst landskampioen.

## Erelijst
Landskampioen
2006